# Burning Up Tour
Burning Up Tour – letnia trasa koncertowa zespołu Jonas Brothers. Ma ona promować trzeci studyjny album zespołu A Little Bit Longer, który ma być wydany w Stanach Zjednoczonych 12 sierpnia 2008. Trasa rozpoczyna się 4 lipca 2008 w Toronto, w Ontario.
Supportem ma być Demi Lovato, przyjaciółka zespołu, aktorka i piosenkarka. Demi gra razem z braćmi Jonas w filmie Camp Rock. Gościem specjalnym na siedmiu koncertach ma być Avril Lavigne.
Koncert będzie kręcony w wersji 3-D i puszczany w kinach na początku lutego 2009 roku.